# Haplochromis fuelleborni
Haplochromis fuelleborni är en fiskart som först beskrevs av Franz Martin Hilgendorf och Pappenheim, 1903.  Haplochromis fuelleborni ingår i släktet Haplochromis och familjen Cichlidae. Inga underarter finns listade i Catalogue of Life.